# 小行星9641
小行星9641（9641 Demazière）是一颗绕太阳运转的小行星，为主小行星带小行星。该小行星于1994年8月12日发现。

## 轨道参数
小行星9641的轨道半长轴为2.4530403 UA，离心率为0.133。